# Guido Rivoir
Guido Rivoir (* 4. Mai 1901 in Champdepraz, Piemont; † 7. Februar 2005 in Lugano, Kanton Tessin), heimatberechtigt seit 1951 in Lugano, war ein Schweizer Waldenser Pastor italienischer Herkunft.

## Biografie
Der aus Champdepraz im Aostatal gebürtige Guido Rivoir, Sohn des Lehrers Alessandro Rivoir und der Marianna geborene Costantino, wuchs nach dem Umzug seiner Eltern in Torre Pellice in der Provinz Turin auf. Nachdem er dort die Reifeprüfung abgelegt hatte, widmete er sich dem Studium der Theologie an der Waldenser-Fakultät in Florenz, anschliessend in Rom. Nach Studienabschluss übernahm er 1925 ein Pfarramt in Uruguay; im Folgejahr wurde er in Italien ordiniert. Nachdem er mehrere Jahre Pfarrstellen in verschiedenen Waldensergemeinden Argentiniens sowie Uruguays bekleidet hatte, kehrte er 1933 ins Piemont zurück; dort wurde er zum Pfarrer von Prarostino gewählt.
Der hier mit den faschistischen Behörden in Konflikt geratene Rivoir wurde 1937 als Pfarrer in die italo-französische Gemeinde nach Lugano versetzt, ein Amt, das er bis zu seiner Verabschiedung in den Ruhestand 1979 ausfüllte. Während des Zweiten Weltkriegs war Rivoir, der die italienische Widerstandsbewegung unterstützte, zusätzlich als Kaplan am Militärspital Novaggio eingesetzt. Rivoir, der 1951 das Bürgerrecht der Gemeinde Lugano erhalten hatte, war nach seiner Pensionierung im Gemeinderat von Lugano sowie von 1979 bis 1981 für die Partito Socialista Autonomo (PSA) im Tessiner Grossen Rat vertreten. Guido Rivoir, der 1928 Teodora geborene Ginoulhiac ehelichte, verstarb 2005 in seinem 104. Lebensjahr in Lugano.
Guido Rivoir, der 1939 zu den Gründern der Monatsschrift Voce Evangelica gehörte, trug unter anderem mit der Schaffung eines Programmfensters für reformierte Sendungen am Radio und Fernsehen der italienischen Schweiz sowie mit der  Einführung des reformierten Religionsunterrichts an den Schulen zur Integration des Protestantismus in der katholisch bestimmten Tessiner Gesellschaft bei. Der sozial sowie humanitär Engagierte trat insbesondere wegen seines Einsatzes für chilenische Flüchtlinge während der Militärdiktatur von Augusto Pinochet hervor. Rivoir wurde in Anerkennung seiner Verdienste um diese Flüchtlingshilfe mit dem höchsten an Ausländer verliehenen chilenischen Orden, dem Orden Bernardo O’Higgins ausgezeichnet.